# Chlamydatus monilipes
Chlamydatus monilipes är en insektsart som beskrevs av Van Duzee 1921. Chlamydatus monilipes ingår i släktet Chlamydatus och familjen ängsskinnbaggar. Inga underarter finns listade i Catalogue of Life.